# Polyèdre flexible

Le, le plus simple des polyèdres flexibles non croisés.

En géométrie, un polyèdre flexible, ou flexaèdre, est un polyèdre que l'on peut déformer continûment sans changer la forme de ses faces. Le théorème de rigidité de Cauchy montre qu'un tel polyèdre ne peut être convexe.

## Historique
Les premiers exemples de polyèdres flexibles, les octaèdres de Bricard (en), furent découverts par Raoul Bricard en 1897. Ce sont des surfaces auto-intersectantes (on parle parfois de polyèdres croisés, ou étoilés). Le premier exemple de polyèdre flexible de {\displaystyle \mathbb {R} ^{3}} non croisé, la sphère de Connelly, fut découvert par Robert Connelly (en) en 1977 ; le  polyèdre de Steffen (en), le plus simple des polyèdres flexibles non croisés, fut construit par Klaus Steffen (de) en 1978 à partir des octaèdres de Bricard.

## Conjecture du soufflet
À la fin des années 70, Connelly et Sullivan formulèrent la conjecture du soufflet, affirmant que le volume d'un polyèdre flexible est invariant quand il se déforme. Cette conjecture fut démontrée en 1995 pour les polyèdres homéomorphes à la sphère (et donc de caractéristique d'Euler égale à 2) par Sabitov en utilisant la théorie de l'élimination ; en 1997, Connelly, Sabitov et Walz démontrèrent le cas général en utilisant une extension à tous les polyèdres de la formule de Piero della Francesca donnant le volume d'un tétraèdre. Cette formule étendue montre que le volume est une racine d'un polynôme dont les coefficients ne dépendent que des longueurs des côtés du polyèdre ; durant une déformation continue, ce polynôme reste fixe, et ses racines forment un ensemble discret, donc le volume reste invariant.

## Invariants
Connelly conjectura également que l'invariant de Dehn d'un polyèdre flexible ne varie pas lorsque le polyèdre se déforme. Cette conjecture fut démontrée en 2018, et est désormais connue sous le nom de théorème fort du souflet.
Il est possible de définir un analogue de la courbure moyenne pour les polyèdres, comme étant la somme des produits des longueurs des arêtes  par les angles (extérieurs) des dièdres qu'elles délimitent ; ce nombre reste lui aussi constant lorsque le polyèdre se déforme.

## Existence
Il est prouvé que tout polyèdre simple à 7 sommets ou moins est rigide. Le polyèdre de Steffen est un exemple de polyèdre flexible à 9 sommets. L'existence ou non de polyèdre flexible à 8 sommets reste en 2006 un problème ouvert.

## Généralisations
Des 4-polytopes flexibles, et des polyèdres flexibles de l'espace hyperbolique à 3 dimensions furent construits par Hellmuth Stachel (en) en 2000. En dimensions {\displaystyle n\geq 5}, des polytopes flexibles furent construits par Alexander Gaifullin en 2014.

### Sources primaires
- (en) Ralph Alexander, « Lipschitzian mappings and total mean curvature of polyhedral surfaces. I », Transactions of the American Mathematical Society, vol. 288, no 2,‎ 1985, p. 661–678 (DOI 10.2307/1999957, JSTOR 1999957, MR 776397).
- (en) Victor Alexandrov, « The Dehn invariants of the Bricard octahedra », Journal of Geometry, vol. 99, nos 1–2,‎ 2010, p. 1–13 (DOI 10.1007/s00022-011-0061-7, MR 2823098, arXiv 0901.2989).
- R. Bricard, « Mémoire sur la théorie de l'octaèdre articulé », J. Math. Pures Appl., vol. 5, no 3,‎ 1897, p. 113–148 (lire en ligne [archive du 16 février 2012], consulté le 27 juillet 2008)
- (en) Robert Connelly, « A counterexample to the rigidity conjecture for polyhedra », Publications mathématiques de l'IHÉS, vol. 47, no 47,‎ 1977, p. 333–338 (ISSN 1618-1913, DOI 10.1007/BF02684342, MR 0488071, lire en ligne)
- (en) Robert Connelly, I. Sabitov et Anke Walz, « The bellows conjecture », Beiträge zur Algebra und Geometrie, vol. 38, no 1,‎ 1997, p. 1–10 (ISSN 0138-4821, MR 1447981, lire en ligne)
- (en) Alexander A. Gaifullin, « Flexible cross-polytopes in spaces of constant curvature », Proceedings of the Steklov Institute of Mathematics, vol. 286, no 1,‎ 2014, p. 77–113 (DOI 10.1134/S0081543814060066, MR 3482593, arXiv 1312.7608).
- (en) A. A. Gaĭfullin et L. S. Ignashchenko, « Dehn invariant and scissors congruence of flexible polyhedra », Trudy Matematicheskogo Instituta Imeni V, vol. 302, no Topologiya i Fizika,‎ 2018, p. 143–160 (ISBN 5-7846-0147-4, DOI 10.1134/S0371968518030068, MR 3894642).
- (en) I. Kh. Sabitov, « On the problem of the invariance of the volume of a deformable polyhedron », Rossiĭskaya Akademiya Nauk. Moskovskoe Matematicheskoe Obshchestvo. Uspekhi Matematicheskikh Nauk, vol. 50, no 2,‎ 1995, p. 223–224 (ISSN 0042-1316, MR 1339277)
- (en) Hellmuth Stachel, « Flexible octahedra in the hyperbolic space », dans A. Prékopa, E. Molnàr, Non-Euclidean geometries (János Bolyai memorial volume), vol. 581, New York, Springer, coll. « Mathematics and its Applications », 2006 (ISBN 978-0-387-29554-1, DOI 10.1007/0-387-29555-0_11, MR 2191249), p. 209–225.
- (en) Hellmuth Stachel, « Flexible cross-polytopes in the Euclidean 4-space », Journal for Geometry and Graphics, vol. 4, no 2,‎ 2000, p. 159–167 (MR 1829540, lire en ligne).

### Sources secondaires
- Thierry Lambre, « Les polyèdres flexibles et la conjecture du soufflet », Fête de la Science,‎ 2006 (lire en ligne).
- Jean Lefort, « Les flexaèdres », L'Ouvert, IREM de Strasbourg, no 16,‎ 1978, p. 2-6 (lire en ligne).
- Étienne Ghys, « Le théorème du soufflet », dans L'explosion des mathématiques, SMF et SMAI, 2002 (lire en ligne), p. 23-27.
- (en) Robert Connelly, « The rigidity of polyhedral surfaces », Mathematics Magazine, vol. 52, no 5,‎ 1979, p. 275–283 (DOI 10.2307/2689778, JSTOR 2689778, MR 551682).
- (en) Robert Connelly, « Flexing surfaces », dans David A. Klarner, The Mathematical Gardner, Springer, 1981 (ISBN 978-1-4684-6688-1, DOI 10.1007/978-1-4684-6686-7_10), p. 79–89.
- (en) Robert Connelly, « Rigidity », dans P.M. Gruber, J.M. Wills, Handbook of convex geometry, Vol. A, Amsterdam, North-Holland, 1993 (MR 1242981, lire en ligne), p. 223–271.
- (en) Erik D. Demaine (dir.) et Joseph O'Rourke, « 23.2 Flexible polyhedra », dans Geometric Folding Algorithms: Linkages, origami, polyhedra, Cambridge University Press, Cambridge, 2007 (ISBN 978-0-521-85757-4, DOI 10.1017/CBO9780511735172, MR 2354878), p. 345–348.
- (en) Dmitry Fuchs et Serge Tabachnikov, « Lecture 25. Flexible polyhedra », dans Mathematical Omnibus: Thirty lectures on classic mathematics, Providence, RI, American Mathematical Society, 2007 (ISBN 978-0-8218-4316-1, DOI 10.1090/mbk/046, MR 2350979), p. 345–360